# Structure du secteur ferroviaire au Royaume-Uni
 (août 2019).
Si vous disposez d'ouvrages ou d'articles de référence ou si vous connaissez des sites web de qualité traitant du thème abordé ici, merci de compléter l'article en donnant les références utiles à sa vérifiabilité et en les liant à la section « Notes et références ».
Le secteur ferroviaire au Royaume-Uni est piloté directement par le gouvernement, par l'intermédiaire de deux organismes gouvernementaux, la SRA et l’ORR, dont le fonctionnement est régi par différents textes législatifs (dont la loi sur les chemins de fer de 1990, la loi sur la concurrence de 1998 et la loi sur les transports de 2000), et qui reçoivent tous deux des orientations et des directives du ministère des transports.

## Caractéristiques
Les deux organismes poursuivent le même objectif global, chacun dans son domaine de compétence propre. Néanmoins, une clarification et une délimitation de ces domaines de compétence se sont révélées nécessaires à l'usage et un accord a été passé entre eux en février 2000.
La SRA (Strategic Rail Authority) est l'organisme public chargé de la coordination et de la planification stratégique du secteur ferroviaire, et le défenseur des intérêts des clients et usagers, voyageurs et fret. Il fixe la stratégie pour les services de transport de voyageurs et de marchandises, gère et attribue les concessions d'exploitation aux compagnies exploitantes, et met en œuvre les conditions de protection des consommateurs dans le cadre des conventions de concession. Le SRA reçoit ses directives du ministère des transports (Secretary of State for Transport).
L'ORR (Office of Rail Regulation) a comme principale mission de contrôler l'activité du gestionnaire du réseau  ferroviaire, Network Rail, et de négocier et d'attribuer les licences d'entreprise ferroviaire, puis de contrôler les conditions de leur exercice. L'ORR reçoit également ses directives du ministère des transports.
Network Rail, qui est une compagnie privée, mais sans but lucratif, est chargée de gérer l'infrastructure, c’est-à-dire les voies, la signalisation et les gares les plus importantes. Elle perçoit les redevances d'accès à l'infrastructure, dont le montant est fixé par le régulateur du Rail (ORR), de la part des compagnies exploitantes, et reçoit une rémunération complémentaire sous forme de subvention gouvernementale.
Les compagnies exploitantes assurent l'exploitation des services, y compris la gestion des gares et des terminaux marchandises, et vendent leurs services aux utilisateurs finaux, voyageurs et clients marchandises.
Le cadre légal d'organisation du secteur ferroviaire britannique est en cours de révison. La SRA et l'ORR sont entrés en conflit sur plusieurs sujets, notamment celui des priorités dans les travaux de modernisation de la ligne principale de la côte Ouest (West Coast Main Line) en janvier 2004. Un rapport sur l'état du secteur ferroviaire commandé par le ministère des transports était attendu pour juillet 2004, et on s'attendait à ce que soit proposée la suppression de la SRA, qui pourrait être intégrée dans le gestionnaire d'infrastructure, Network Rail.